# Francisco Remígio de Abreu
   Francisco Remígio de Abreu  , viveu no século XVIII. Foi um conhecido Arquitecto português, participou na reconstrução de Lisboa após o terramoto de 1755, como arquitecto do Senado, são seus os projectos das igrejas de São Paulo (1768) e do Sacramento e de remodelação da antiga igreja da Misericórdia, depois Conceição-Velha.